# Aage Matthison-Hansen
Hans Aage Joachim Matthison-Hansen (født 20. marts 1864 på Frederiksberg, død 11. maj 1938 i København) var en dansk forfatter.
Matthison-Hansen, der tilhørte den kendte musikerslægt, udgav, fra 1891 af, en hel række små digtsamlinger, der indeholder en lyrik, som er spinkel, enstonig og lidet indholdsrig, men som ofte finder udtryk for en veg, sværmerisk inderlighed og klæder sig i en smagfuld form af musikalsk velklang, undertiden med farve af kinesisk lyrik, af hvilken han har oversat et og andet. Et udvalg foreligger fra 1909.
Han er begravet på Holmens Kirkegård.